# 12800 Обаясіарата
12800 Обаясіарата (12800 Oobayashiarata) — астероїд головного поясу, відкритий 27 листопада 1995 року.
Тіссеранів параметр щодо Юпітера — 3,506.
Названо на честь Обаясі Арата (яп. おおばやし・あらた(大林新) о:баясі арата)